# Ural (região)
O Ural (em russo:
Урал) é uma região geográfica localizada ao redor dos Montes Urais, entre as planícies do leste europeu e oeste da Sibéria. Considera-se uma parte da estepe euro-asiática, estendendo-se aproximadamente do norte ao sul; do Oceano Árctico até o fim do
Rio Ural, perto da cidade de Orsk. A fronteira entre a Europa e a Ásia corre ao longo do lado oriental dos Montes Urais. Ural reside principalmente dentro da Rússia, mas também inclui uma parte do noroeste do Cazaquistão. Esta é uma entidade histórica, não uma entidade oficial, com os limites que se sobrepõem a suas regiões vizinhas do Volga e da Sibéria Oriental. Em algum momento no passado, partes da região Ural atualmente existente foram consideradas uma porta de entrada para a Sibéria, se não a própria Sibéria, ou foram combinadas com as divisões administrativas do Volga. Hoje, existem duas entidades oficiais, o Distrito Federal dos Urais e a Região Econômica dos Urais. Enquanto o segundo segue as fronteiras históricas, o primeiro é um produto político; o distrito omite os Urais Ocidentais e inclui a Sibéria Ocidental.
O centro histórico dos Urais é Cherdyn, hoje em dia é a pequena cidade de Perm Krai. Perm era um centro administrativo da Guberniya com o mesmo nome em 1797. O mais território do Ural histórico e moderno foi incluído em Perm Guberniya. O centro administrativo dos Urais foi transferido para Sverdlovsk (atualmente Yekaterinburg) depois da Revolução e da Guerra Civil. Atualmente, a região econômica dos Urais não possui capital administrativo e informal, enquanto Yekaterinburg é o centro administrativo do Distrito Federal do Ural.

## Etimologia
A partir do século XI, a região dos Montes Urais foi chamada de "pedra" pelos russos. Em meados do século XVI e início do século XVII, as partes meridionais ficaram conhecidas como Urais, que mais tarde se espalharam por toda a área. O nome provavelmente se originou do
turco "aral". Esta palavra significa literalmente "ilha" e foi usada para qualquer território diferente do terreno circundante. Em Bashkortostan há uma lenda do século XIII sobre um herói chamado Ural. Ele sacrificou sua vida por causa de seu povo, e eles despejaram uma pilha de pedras sobre seu túmulo, que mais tarde se transformou nos Montes Urais.